# Det hvide rum
|  | Denne artikel er oprettet af botten Steenthbot ud fra en ekstern database. Den kan derfor have sproglige fejl eller mangler. Denne skabelon kan fjernes efter kontrol af indholdet. |

Det hvide rum er en dansk portrætfilm fra 2007 instrueret af Henrik Bloch.

## Handling
Portrætfilm om kunstneren Martin Bigum.